# آشاغی‌تاندیر (احسانیه)
آشاغی‌تاندیر (به ترکی استانبولی: Aşağıtandır) یک منطقهٔ مسکونی در ترکیه است که در احسانیه واقع شده‌است.